# Lotta libera ai Giochi della X Olimpiade - Pesi gallo
La competizione della categoria pesi gallo (fino a 56 kg) di lotta libera dei Giochi della X Olimpiade si è svolta dal 1° al 3 agosto al Grand Olympic Auditorium in Los Angeles.

## Formato
Ad ogni incontro venivano assegnate le seguenti penalità:
- 0 = Al vincitore per schienata
- 1 = Al vincitore ai punti
- 3 = Allo sconfitto

Con cinque punti o più di penalità il lottatore veniva eliminato.

## Risultati
| Legenda                                  | Legenda |
| ---------------------------------------- | ------- |
| Lottatore con 5 penalità o più Eliminato |         |

### 1º turno
| Vincitore            | Pen. | Risultato | Sconfitto    | Pen. |
| -------------------- | ---- | --------- | ------------ | ---- |
| Bob Pearce           | 1    | Ai punti  | Ödön Zombori | 3    |
| Julien Depuychaffray | 1    | Ai punti  | Bror Vingren | 3    |
| Aatos Jaskari        | 0    | Schienata | Joe Reid     | 3    |
| Georgios Zervinis    | 0    | Schienata | Jim Trifunov | 3    |

### 2º turno
| Vincitore     | Pen. | Risultato | Sconfitto            | Pen. |
| ------------- | ---- | --------- | -------------------- | ---- |
| Bob Pearce    | 2    | Ai punti  | Julien Depuychaffray | 4    |
| Ödön Zombori  | 3    | Schienata | Bror Vingren         | 6    |
| Joe Reid      | 4    | Ai punti  | Georgios Zervinis    | 3    |
| Aatos Jaskari | 0    | Schienata | Jim Trifunov         | 6    |

### 3º turno
| Vincitore     | Pen. | Risultato | Sconfitto            | Pen. |
| ------------- | ---- | --------- | -------------------- | ---- |
| Bob Pearce    | 3    | Ai punti  | Joe Reid             | 7    |
| Ödön Zombori  | 4    | Ai punti  | Julien Depuychaffray | 7    |
| Aatos Jaskari | 1    | Ai punti  | Georgios Zervinis    | 6    |

### 4º turno
| Vincitore    | Pen. | Risultato | Sconfitto     | Pen. |
| ------------ | ---- | --------- | ------------- | ---- |
| Bob Pearce   | 4    | Ai punti  | Aatos Jaskari | 4    |
| Ödön Zombori | 4    | -         | Esente        |      |

### 5º turno
| Vincitore    | Pen. | Risultato | Sconfitto     | Pen. |
| ------------ | ---- | --------- | ------------- | ---- |
| Ödön Zombori | 5    | Ai punti  | Aatos Jaskari | 7    |
| Bob Pearce   | 4    | -         | Esente        |      |

## Classifica finale
| Pos.    | Atleta               | Nazione       |
| ------- | -------------------- | ------------- |
| Oro     | Bob Pearce           | Stati Uniti   |
| Argento | Ödön Zombori         | Ungheria      |
| Bronzo  | Aatos Jaskari        | Finlandia     |
| 4       | Georgios Zervinis    | Grecia        |
| 5       | Joe Reid             | Gran Bretagna |
| 5       | Julien Depuychaffray | Francia       |
| 7       | Bror Vingren         | Svezia        |
| 7       | Jim Trifunov         | Canada        |